# Trung nghĩa quần anh
Trung nghĩa quần anh (tiếng Trung: 忠義群英, phát âm tiếng Quảng Đông: [Zung:ji.kwan:jing], tiếng Anh: Seven warriors) là một bộ phim Viễn Tây võ hiệp do Đường Cơ Minh đạo diễn, được xuất phẩm ngày 24 tháng 06 năm 1989 tại Đài Loan và 26 tháng 08 năm 1989 tại Hương Cảng.

## Lịch sử
Kể từ năm 1960, phong cách chế tác của xuất phẩm Bảy tay súng oai hùng (The magnificent seven) mở đầu cho xu hướng thực hiện phiên bản mới tại nhiều nền điện ảnh bên ngoài nước Mỹ, đồng thời tiên phong cho trào lưu Viễn Tây Zapata, mà trong đó thay dần đối tượng chính là người Mĩ trắng bằng các sắc tộc khác để tuyến truyện phong phú hơn. Thậm chí bộ phim đã dội ngược về cố quốc Nhật Bản khiến thế hệ công chúng sinh thế kỷ XXI quên luôn cuốn điện ảnh gốc Bảy võ sĩ.
Bộ phim Trung nghĩa quần anh được coi như phiên bản Hoa ngữ của Bảy tay súng oai hùng. Tuy nhiên, bối cảnh và nhân vật được điều tiết cho hợp thị hiếu công chúng Hương Cảng vốn đã quen với phim võ hiệp hơn.

## Nội dung
Trung Quốc đại lục thập niên 1920, bọn quân phiệt nổi lên cát cứ ở khắp nơi. Bản chất đám này là phường du đãng từng theo Tôn Trung Sơn tiên sinh Nam sinh Bắc phạt, nhưng khi hòa bình vãn hồi thì ra sức hà hiếp nông dân để nuôi lấy sự trung thành của thuộc hạ.
Mai thôn ở Quảng Tây vừa thu hoạch xong mùa ngũ cốc thì quân đội Phùng Tỉnh Bưu lại tràn vào cướp sạch, y xua quân giết tráng đinh và hiếp dâm đàn bà con gái. Người trong thôn chịu khôn thấu nữa, bèn kéo nhau lên núi thỉnh ý vị trưởng lão. Cụ bèn chép miệng khuyên họ hãy đi tìm hiệp khách trong nhân gian về giúp.
Có ba phái viên được cử đi, mà khốn nỗi cả bọn suốt đời chưa bước chân khỏi thôn bao giờ nên vô cùng bỡ ngỡ, có lúc làm những việc khờ dại. Nhưng sau rốt, họ cũng đưa về được 6 gã du thủ du thực - những kẻ cũng đang đói khát và thất nghiệp phải đi làm đủ thứ việc mạt hạng để kiếm cơm. Mà theo lời Thích đại phó, thà họ mạo hiểm để đổi lấy miếng cơm manh áo ít bữa còn hơn nhịn đói nhịn khát trong sự lãng quên của người đời.
Ngoài 6 nghĩa sĩ từng vào sinh ra tử chốn sa trường, còn có một tên lưu manh lẵng nhẵng bám theo gọi là Vương Uy Võ. Danh xưng nghe thì rất oai, nhưng y là kẻ chết nhát ôm mộng làm đệ nhất anh hào.
Trong thời gian đợi thử thách cam go sắp tới gần, 7 huynh đệ chợt nhận ra rằng, thôn dân sẵn sàng nhường miếng cơm ngon nhất cho họ chẳng qua để thí mạng họ cho cả thôn được nhàn thân. Vì thế, Thích Toàn Nghĩa đã bàn với cả bọn bức đám dân đen vào khuôn phép, gia công dạy họ thành chiến binh thay vì chỉ biết ỷ lại.

## Kĩ thuật
Phim được thực hiện chủ yếu tại Hương Cảng năm 1989.

### Sản xuất
- Phối sáng: Trần Quế Hòa

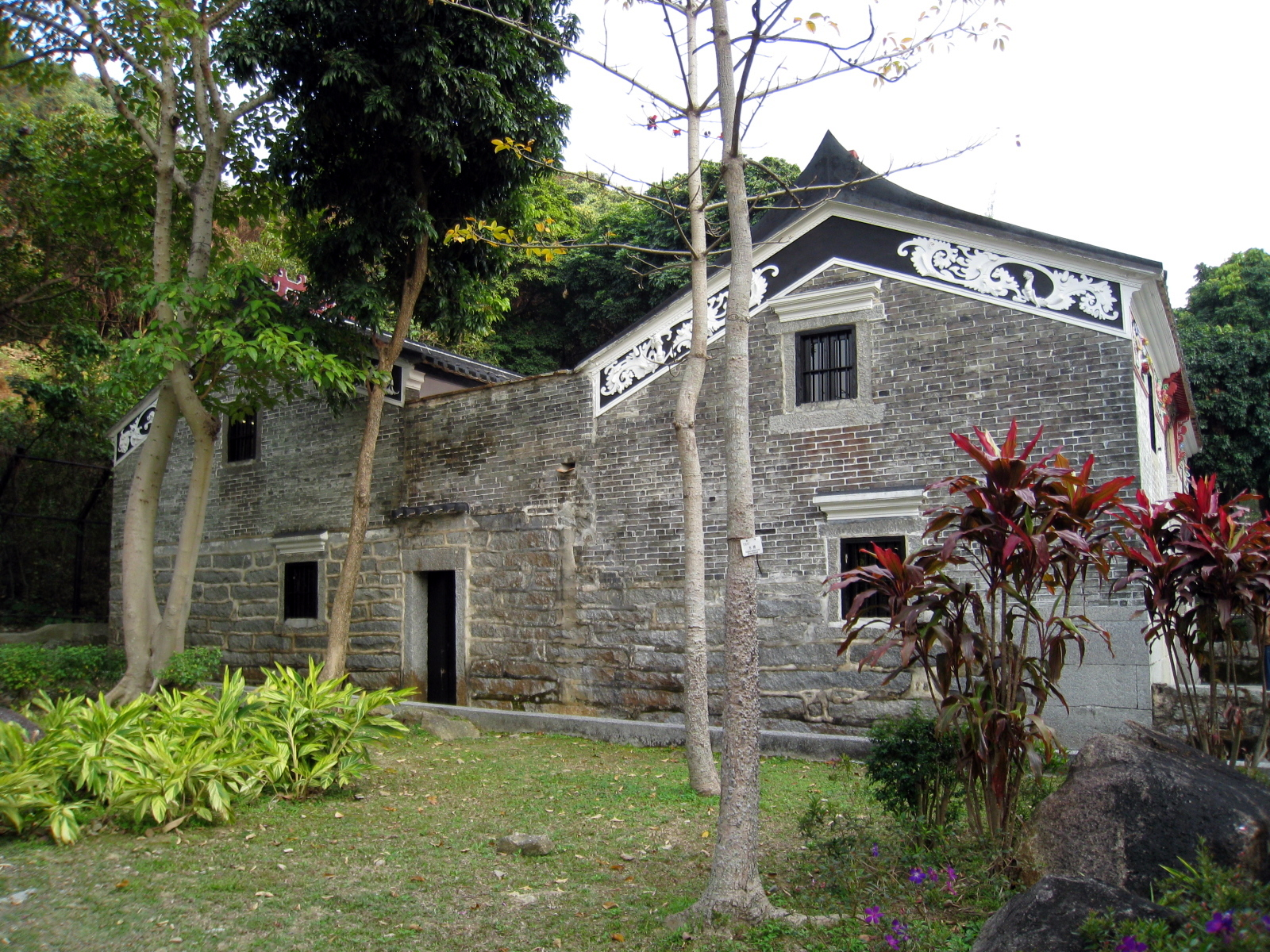
Một số cảnh...

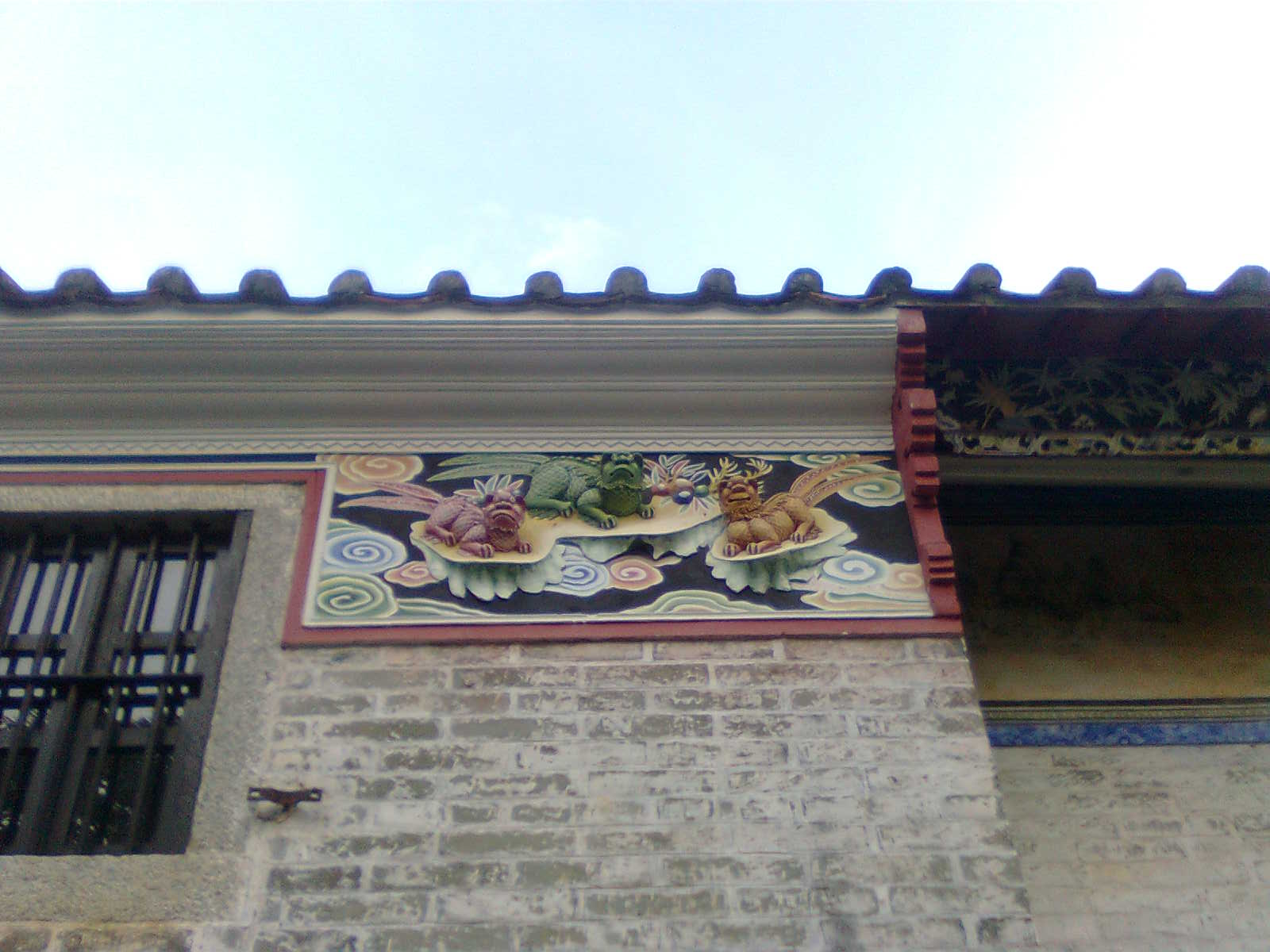
... từng được đưa vào phim:

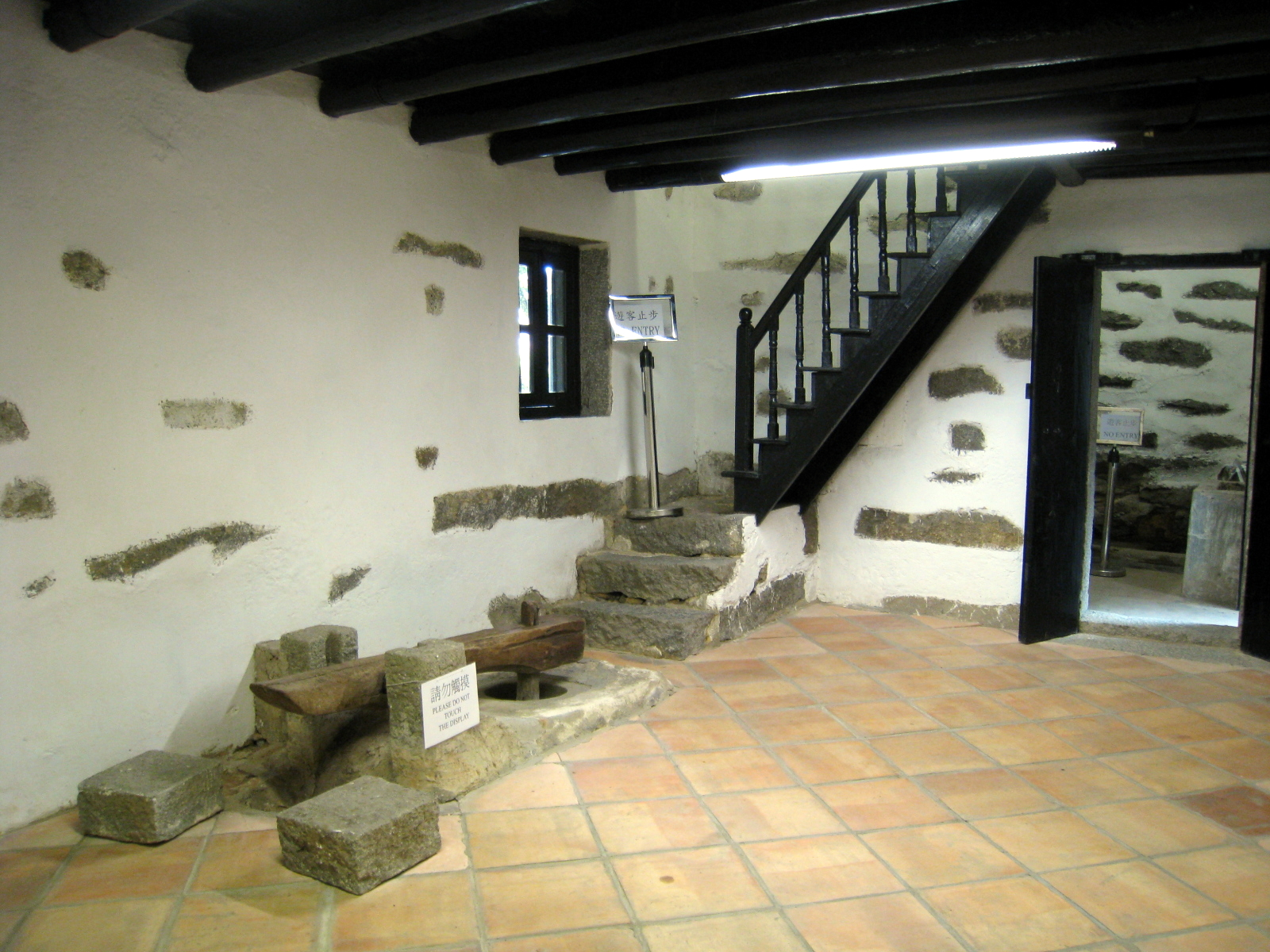
Trung nghĩa quần anh.

- Mĩ thuật: Hoàng Nhuệ Dân, Nghiêm Duy
- Võ thuật: Phan Kiện Quân, Giang Đạo Hải

### Diễn xuất
| Nhân vật                  | Tài tử          | Bị chú                                                                 |
| ------------------------- | --------------- | ---------------------------------------------------------------------- |
| Thích Đại Phó (戚大副)    | Trịnh Thiếu Thu | Nguyên danh Thích Toàn Nghĩa (戚全義), cựu binh từng tham gia Bắc phạt |
| Vương Uy Võ (王威武)      | Lương Triều Vĩ  |                                                                        |
| A Dũng (阿勇)             | Mạc Thiếu Thông |                                                                        |
| Trình Gia                 | Trương Học Hữu  |                                                                        |
| Lão Quỷ (老鬼)            | Ngọ Mã          | Nguyên danh Lục Quỳ (陸逵)                                             |
| A Cửu (阿九)              | Thành Khuê An   | Nguyên danh Trần Á Cửu (陳亞九)                                        |
| Mao Thiên Lôi (茅天雷)    | Lâm Quốc Bân    |                                                                        |
| Phùng Tỉnh Bưu (馮井彪)   | La Liệt         | Trùm phỉ, vốn là đồng chí Thích Toàn Nghĩa trong thời Bắc phạt         |
| Hồng Thập Cân (洪十斤)    | Hồng Kim Bảo    | Khách trọ                                                              |
| Chị Bình (平嫂)           | Kim Yến Linh    |                                                                        |
| Kim đại da (金大爺)       | Thẩm Uy         | Khách trọ                                                              |
| Anh Hồ (胡狼)             | Phùng Khắc An   | Khách trọ                                                              |
| A Ngưu (阿牛)             | Quách Truy      | Nguyên danh Trương Đại Ngưu (張大牛)                                   |
| A Hanh (阿亨)             | Trần Kính       | Thôn dân                                                               |
| Phong Thu (豐收)          | Lý Vịnh Hào     | Con chị Bình                                                           |
| ?                         | Tiêu Giao       | Khách trọ                                                              |
| Hồng Thanh Thanh (洪青青) | Diệp Thần       | Em gái Hồng Thập Cân                                                   |
| ?                         | Bạch Văn Bưu    | Thôn trưởng                                                            |
| ?                         | Dương Thăng     | Thổ phỉ                                                                |
| ?                         | Diêu Hữu Hùng   | Thủ hạ Kim đại da                                                      |

## Văn hóa
Cho dẫu là phim hành động coi trọng yếu tố cận chiến, nhưng Trung nghĩa quần anh thuộc dòng điện ảnh kinh phí thấp, chưa kể đơn vị chế tác do nam tài tử Hồng Kim Bảo sở hữu cũng chỉ là doanh nghiệp cỡ nhỏ tại Hương Cảng. Vì thế, nhà làm phim chọn bối cảnh rất hẹp và chú trọng các pha võ thuật gay cấn.
Để tiết kiệm tối đa chi phí, công ty Biên Đạo Chế Tác mời các minh tinh La Liệt (vai đầu sỏ Phùng Tỉnh Bưu) và Trịnh Thiếu Thu (vai Thích Toàn Nghĩa) ở phương diện thân tình với phó đạo diễn Hồng Kim Bảo. Tuy nhiên, bộ phim lại có ý nghĩa giới thiệu dàn tài tử phim hành động mới mà về sau đều thống trị màn bạc Hương Cảng suốt thập niên 1990, gồm Lương Triều Vĩ, Mạc Thiếu Thông, Trương Học Hữu, Lâm Quốc Bân, Thành Khuê An mà bấy giờ đều chưa nổi danh.
Bộ phim sau khi công chiếu đã thu về 6.646.992 nguyên chưa tính khu vực hải ngoại, mà theo bên thứ ba là nhà phát hành, lời gấp 10 lần so với phí tổn sản xuất. Xuất phẩm điện ảnh này cũng được báo giới Hương Cảng đánh giá là phim hay nhất năm 1989 và cũng là phim xuất sắc cuối cùng trong thập niên vàng 1980.
- Mặc dù ở thời điểm 1989, Hồng Kim Bảo đang là minh tinh bảo chứng doanh thu, tuy nhiên trong sản phẩm Trung nghĩa quần anh, ông chỉ góp một vai phụ xuất hiện chưa tới 5 phút.
- Tên lưu manh Vương Uy Võ hầu như là dạng vai hài cuối cùng của nam tài tử Lương Triều Vĩ, trước khi ông chuyển hẳn sang dạng vai bi ở mảng điện ảnh chính luận.
- Nhà quay phim chủ động thâu những khuôn hình đẹp nhất của nam tài tử Trương Học Hữu, bởi thời gian đó ông là ca sĩ đang rất nổi, nhằm chiều lòng người hâm mộ.